# Kosmos 2410
Kosmos 2410, ruski izviđački satelit za optičko izviđanje (fotografski, vrsta koja se vraća s filmom) iz programa Kosmos. Vrste je Jantar-4K2M (Kobaljt-M br. 556). Prvi je iz ove serije.
Lansiran je 24. rujna 2004. godine u 16:50 s kozmodroma Pljesecka. Lansiran je u nisku orbitu oko planeta Zemlje raketom nosačem Sojuz-U 11A511U. Orbita mu je bila 213 km u perigeju i 330 km u apogeju. Orbitne inklinacije je 67,16°. Spacetrackov kataloški broj je 28396. COSPARova oznaka je 2004-038-A. Zemlju je obilazio u 89,94 minute. Pri lansiranju bio je mase oko 6700 kg. 
Vratio se na Zemlju 9. siječnja 2005. godine. Iz misije je ostao još jedan dio koji je ostao kružiti u niskoj orbiti pa se kao i solarni paneli vratio u atmosferu.

## Vanjske poveznice
- N2YO.com Search Satellite Database (engl.)
- Celes Trak SATCAT Format Documentation (engl.)
- Kunstman  Arhivirana inačica izvorne stranice od 12. kolovoza 2019. (Wayback Machine) Satellites in Orbit (engl.)